# Km 3
Km 3 est un quartier de la ville brésilienne de Santa Maria, Rio Grande do Sul. Le quartier est situé dans district de Sede.

## Vilas
Le quartier possède les vilas suivantes : Km 3, Vila Anacleto Corrêa, Vila Bilibiu, Vila Dr. Wautier, Vila Favarin, Vila Palmares.

## Situation

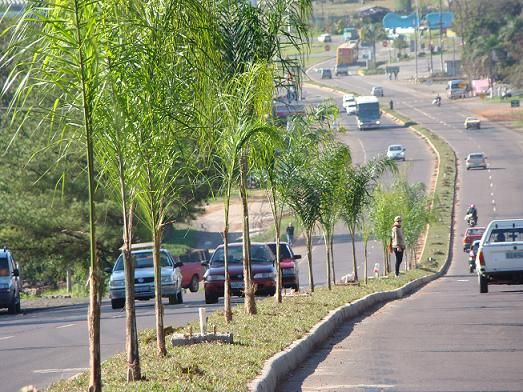